# Пінон гірський
Пі́нон гірський (Ducula badia) — вид голубоподібних птахів родини голубових (Columbidae). Мешкає в Гімалаях і Південно-Східній Азії.

## Опис

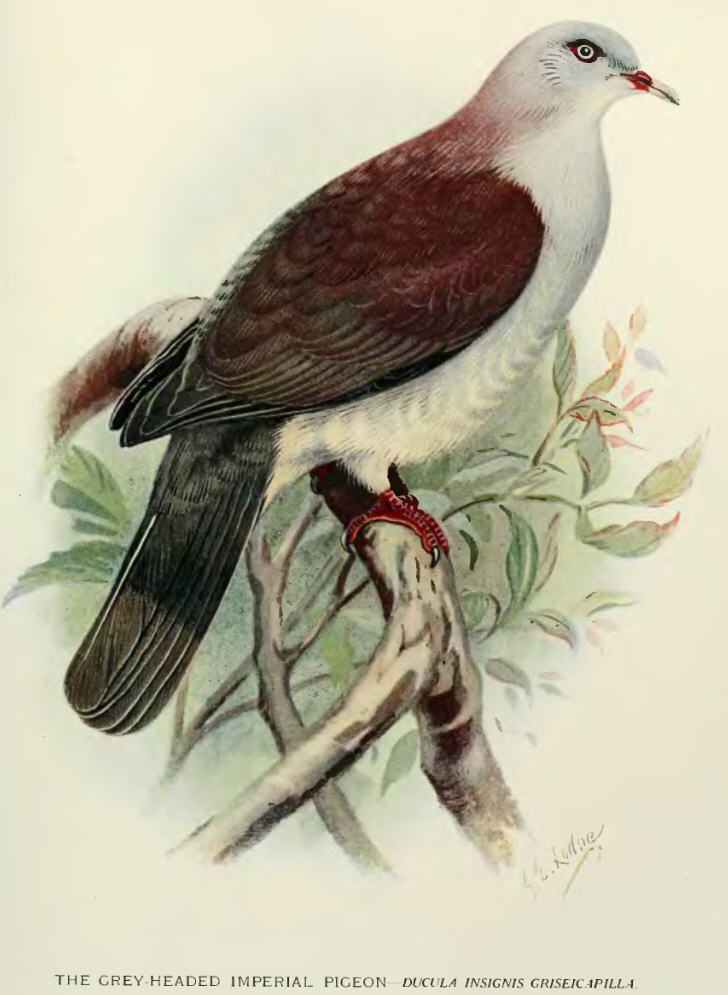
Гірський пінон

Гірський пінон є найбільшим представником родини в межах свого ареалу. Його довжина становить 43-51 см, враховуючи хвіст довжиною 15-16,5 см. Виду не притаманний статевий диморфізм. Голова, шия і нижня частина тіла фіолетувато-сірі, верхня частина тіла і крила коричнево-бордові. Горло біле. Нижні покривні пера крил темно-сірі, махові пера темні, хвіст чорнуватий з сірою горизонтальною смугою. Нижні покривні пера хвоста рудувато-коричневі. Дзьоб буро-червоний, восковиця червона, райдужки світло-сірі, навколо очей темно-червоні кільця, лапи буро-червоні.

## Підвиди
Виділяють три підвиди:
- D. b. insignis Hodgson, 1836 — центральні і східні Гімалаї (від центрального Непалу до річки Брахмапутри);
- D. b. griseicapilla Walden, 1875 — від Північно-Східної Індії до південно-західного і південного Китаю, Індокитаю і М'янми, острів Хайнань;
- D. b. badia (Raffles, 1822) — високогір'я Малайського півострова, Суматра, Ніас, Калімантан і захід Яви.

Брунатний пінон раніше вважався підвидом гірського пінона, однак був визнаний окремим видом у 2021 році.

## Поширення і екологія
Гірські пінони мешкають в Індії, Непалі, Бутані, М'янмі, Бангладеш, Таїланді, Китаї, Лаосі, В'єтнамі, Камбоджі, Малайзії, Індонезії і Брунеї. Вони живуть у вологих рівнинних і гірських тропічних лісах, в мангрових лісах. Зустрічаються поодинці, парами або невеликими зграйками, на висоті до 2550 м над рівнем моря в Гімалаях та на висоті до 2200 м над рівнем моря на Суматрі. Гніздяться переважно на висоті понад 500 м над рівнем моря. Живляться плодами, зокрема плодами фікусів і мускатників. Сезон розмноження в Гімалаях триває з березня по квітень, в Південно-Східній Азії з січня по травень. Перед початком розмноження гірські пінони токують і виконують деонстрційні польоти. Гніздо являє собою платформу з гілочок, розміщується на дереві, на висоті від 5 до 8 м над землею. в кладці 1, рідше 2 яйця. Насиджують і самиці, і самці.